# USM Montargis
Union Sportive Municipale Montargis là một câu lạc bộ thể thao Pháp. Đội có trụ sở tại thị trấn Montargis và sân vận động của họ là Stade Maurice Beraud. Kể từ mùa giải 2017-18, đội bóng đá của câu lạc bộ thi đấu ở Championnat National 3, hạng thứ năm trong hệ thống bóng đá ở Pháp.